# 約嫩

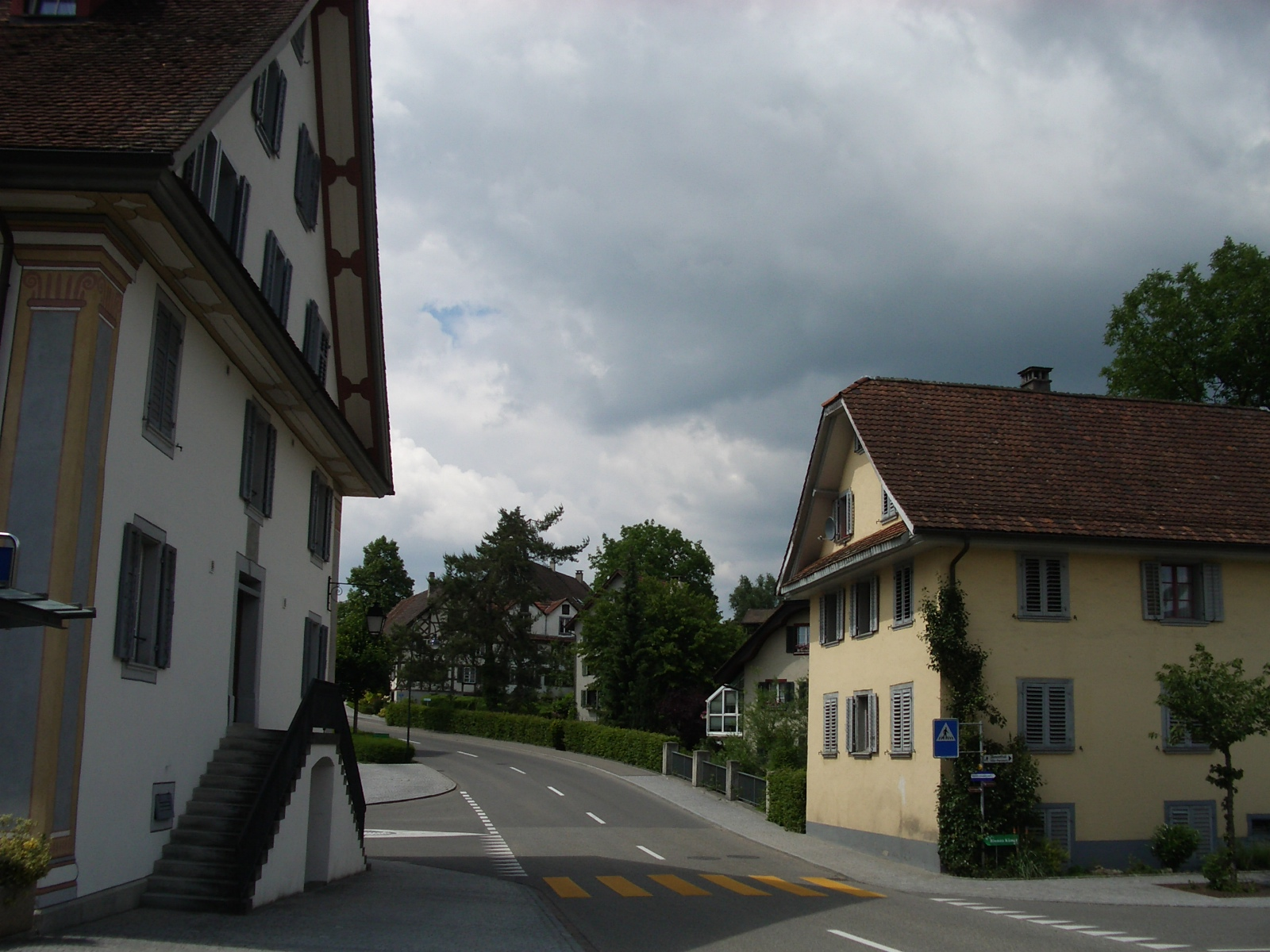

約嫩是瑞士的城鎮，位於該國北部，由阿爾高州負責管轄，面積5.7平方公里，海拔高度401米，2012年人口1,922，五成半人口信奉羅馬天主教，人口密度每平方公里337人。